# メヒシバ
メヒシバ（雌日芝、女日芝、学名：Digitaria ciliaris）は、イネ科メヒシバ属の植物である。身近にごく普通に見られるイネ科の植物である。細い茎で地表を這い、立ち上がった花茎の先に、数本の細い穂を放射状に伸ばす。勢力の強い雑草としても知られる。メヒジワ、メシバとも呼ばれる。

## 特徴
さほど大きくない一年草で、根元の茎は地表を這い、立ち上がった茎の先に細い穂を数本、放射状に広げる。名前の由来は雌日芝で、その形がややオヒシバに似ているが、ずっと優しげであることからの名と思われる。メイシバ、あるいはメイジワと表記されることもある。
茎は細く、基部は分枝しながら地表を這い、節々から根を下ろす。葉は細い長楕円形、長さは8-20cm、薄くて柔らかく、つやがない。花茎は立ち上がり、高さは30-70cmになる。
夏から秋にかけて、緑紫色の花穂をつける。花茎の先端に数本の穂が伸びる。当初は束になって出るが、次第に放射状に広がる。穂は8本ぐらいまで出る。花茎先端からまとまって出るが、少しずれて二段、あるいは三段に分かれる場合もある。穂の軸は上面が扁平な浅い三角になっており、下の二面に小穂が密着するようについている。小穂は先のとがった披針形で、長さは約3mm、緑色をしている。小穂は果実が熟すと基部で折れて脱落する。
日本全土に生育し、日当たりのよい道端や庭、畑などにごく普通にある。全世界の熱帯から温帯にかけて分布する。分布が広いだけに変異も多く、分類については若干の異説がある。

## 小穂
メヒシバの小穂は軸の下面に二列に同じものが並んでいるように見えるが、実際にはこれを指で分けて見ると、柄の先についているものと、そうでないものがあるのが分かる。小穂そのものは同じ形である。
小穂は披針形で、やや扁平になっている。鱗片は木の葉のような平らなものが積み重ねられているような配置で、このようなものを腹背に扁平という。一番軸側の鱗片（第二穎）は一回りが小さく、他の穎はほぼ同じ形、外側の穎（第四穎）は丈夫で、はっきりした脈がある。一番外側に当たる第一穎は、第四穎の基部にあるが、小さく退化しているのでそれと分からないくらいである。小穂には2つの花が含まれ、軸側の花だけが種子をつける。

## 利害
本種は畑地で普通に見られるものだが、それだけでなく繁茂して作物に影響を与える程度も大きく、強雑草、あるいは強害草といった評価をされている。
メヒシバは雑草としての様々な特性を備え、例えば種子発芽の不斉一性を持つ。つまり、同期に生産された種子が一斉に発芽しないことで、これは発芽した苗をまとめて駆除することを難しくしており、言い換えると一度駆除されても残りの種子が時期を変えて発芽することで生き延びることが出来る。
また成長が、特に夏季にはとても早く、例えば陸稲との比較では発芽当初は陸稲の方が植物体量(乾重量)が大きいのに、播種後50日で逆転した。これは栽培植物より種子が一般に小さい雑草が成長速度の速さで栽培植物に負けない生育を行えるという点で、雑草として大切な性質である。草丈に関しては終始陸稲が高かったが、これは本種が匍匐型の植物であることにも依る。しかし本種の場合、密生すると茎をより高く伸ばす形に変化するのも観察されている。

## 類似した植物
小型のイネ科植物で、数本の穂が花茎先端から放射状に出るものは、この属のもの以外にもいくつかある。以下に代表的なものを挙げる。
- オヒシバ Eleusine indica (L.) Gaerton は穂が太く、小穂は多数の花からなる。茎も太く、株立ちになる。
- ギョウギシバ Cynodon dacylon (L.) Pers. は、茎が地表をはい回る小型の植物で、花穂の形はメヒシバに似ている。小穂がもっと小さく、構造は全く異なる。
- スズメノヒエ属 Paspalum の植物は、花茎の先端の方に、花穂を羽状につけるのが普通だが、キシュウスズメノヒエ P. districhum L.、オガサワラスズメノヒエ P. conjugatum Berius などの小型種は穂の数が少なく、先端に着くので、やや似た形になる。花穂が2-3個しかつかないこと、小穂が円形に近く、扁平なので区別できる。
- ローズグラスと呼ばれる、アフリカヒゲシバなどのヒゲシバ属 Chloris は、小穂に長い芒があって、穂は細いブラシのようになる。

## 近縁種
同属の種で、よく見かけられるのは、本土ではコメヒシバとアキメヒシバである。西アフリカではフォニオと呼ばれる種が、食用穀物として栽培されている。
- コメヒシバ D. timorensis (Kunth) Balansa は、メヒシバに似ているが、全体に小柄で、高さは30cm、葉の長さも10cm程にしかならない。はっきりと区別するには、花序の軸を見る。コメヒシバではその縁は滑らかだが、メヒシバは鋸歯が出るのでざらつく。関東以西の本州から以南に生育し、朝鮮、中国、インドシナからインドネシア、インドにまで分布する。
- アキメヒシバ D. violascens Link は、全体の姿はメヒシバによく似ているが、はい回らない。はっきりと区別できる点は、小穂の形で、長さがメヒシバの半分位しかなく、楕円形をしている。日本全土に生育し、朝鮮、中国にも分布する。南アメリカには帰化している。
- キタメヒシバ D. ischaemum (schreb.) Muhlenb. はアキメヒシバに極めて似た種で、小穂がわずかに大きい。全世界の温帯域に分布し、日本では北海道と本州に稀に見られる。

九州南部から琉球列島では、このほかにヘンリーメヒシバ D. henryi Rendle も普通である。花穂が1つの束になって、成熟後も開かないのが特徴である。
- フォニオ D. exilis 西アフリカのギニア、ガーナなどで食用として栽培されている種。

## 人との関係
いずれもしつこい雑草として、畑では厄介者である。
ヨーロッパでは近似種の D. sanguinalis Scop. が食用とされている。
民間療法では、メヒシバを煎じて飲むと、慢性腎不全の患者に効果がある（尿が出るようになる）とされている。花は喉にひっかかるので取り除いて、葉と茎だけを刻んで日干しにして乾燥させ、20グラムをコップ5杯の水で半量になるまで煎じ、これを1日3回、食間に飲む。
また、干して馬の飼料とすることがある。